# Ernst Braches
Ernst Braches (Padang (Nederlands-Indië), 8 oktober 1930) is een Nederlandse bibliothecaris, neerlandicus en boekhistoricus.

## Familie
Braches is een zoon van onderwijzer en inspecteur zendingsonderwijs in Nederlands-Indië Gottfried Daniel Ernst Braches (1903-1943) en ambtenaarsdochter Zeni Jansz (1911-1943); zij werden terechtgesteld onder de Japanse bezetting in Banjarmasin terwijl hun kinderen in het kinderkamp verbleven. Zijn vader was een zoon van de bekende zendeling in hetzelfde Nederlands-Indië, met name Borneo, en 'huisvader' van het militair tehuis "Koningin Emma", Friedrich Ernst Braches (1843/1844-1922) die sinds 1870 als zendeling op Borneo werkzaam was. Hij is een van een tweeling, met Fred; beiden werden vernoemd naar hun grootvader Braches, de oudste Friedrich, de jongste Ernst. Hij werd net als zijn broers na het overlijden van zijn ouders opgevoed door een zus van zijn vader, dr. Hulda Henriette Braches (1901-1993), en zij vertrokken in 1947 naar Nederland. Hij trouwde in 1961 met litt. dra. Maartje van Hoorn, dochter van een actuaris bij een mijnwerkersfonds, met wie hij drie zonen kreeg, en met wie hij samen De kunstschilder Rudolf Zeller 1880-1948 en de familie van Hoorn-van Balen schreef. Over zijn Nederlands-Indische verleden heeft hij ook literair gepubliceerd, net als historisch over het kamp Banjarmasin, de Bandjermasin-zaak en de terechtstelling van dr. C.M. Vischer en echtgenote op Nederlands-Indisch Borneo, geëxecuteerd door de Japanse bezetter op dezelfde dag als zijn ouders en nog acht anderen op 20 december 1943.

## Loopbaan
Braches studeerde vanaf 1953 Neerlandistiek bij onder anderen prof. dr. Wytze Gerbens Hellinga waar hij zich bekwaamde in de analytische bibliografie en meewerkte aan diens Kopij en druk in de Nederlanden (1962). Hij deed voor zijn doctoraalscriptie, in 1961, onderzoek naar de bibliotheek van het geslacht Fagel zoals die zich bevindt in Trinity College in Dublin, en met een beurs van de Nederlandse Organisatie voor Zuiver-Wetenschappelijk Onderzoek; op dit onderwerp studeerde hij af bij prof. mr. Herman de la Fontaine Verwey en werd daarna assistent van Hellinga. In 1965 werd hij conservator Westerse gedrukte werken bij de Leidse universiteitsbibliotheek. Hij promoveerde cum laude op 10 april 1973 op Het boek als nieuwe kunst bij de Universiteit van Amsterdam (UvA). Vanaf 1 april 1973 was hij conservator van Museum Meermanno. In 1977 werd hij per 1 oktober 1978 benoemd tot bibliothecaris van de Amsterdamse universiteitsbibliotheek waar hij per 1 februari 1988 afscheid nam middels vervroegd pensioen. Per 1 januari 1983 werd hij aan de Universiteit van Amsterdam benoemd tot bijzonder hoogleraar geschiedenis van het boek en van de drukkunst, inzonderheid van de 19e en 20e eeuw vanwege de Dr. P.A. Tiele-Stichting; hij bekleedde dit ambt tot 1 januari 1989. Op 24 december 1987 werd hij per 1 februari 1988 ad personam benoemd tot gewoon hoogleraar Geschiedenis van het boek en de drukkunst van de 19e en 20e eeuw; hij ging per 1 november 1995 met emeritaat, ter gelegenheid waarvan hem een afscheidsbundel werd aangeboden onder de titel Van pen tot laser, waarop hij repliceerde met zijn tekst Van lezer tot schrijver.
Op 11 juli 1979 trad Braches, samen met Frits Bernard, toe tot het bestuur van de Dr. Frits Bernard Stichting.
Prof. dr. E. Braches is vooral bekend als de belangrijkste deskundige op het gebied van de Nederlandse nieuwe kunst en boek en illustraties; na zijn proefschrift verscheen een laatste, definitieve uitgave over dit onderwerp in 2016. Voorts heeft Braches veel gepubliceerd over (werk van) Thomas Mann, met name een diepgravend en uitvoerig werk over diens De dood in Venetië.
In 1995 was hij samensteller van de uitgave Verzamelde gedichten van Boudewijn Büch.